# West Walworth (Dakota del Sur)
West Walworth es un territorio no organizado ubicado en el condado de Walworth en el estado estadounidense de Dakota del Sur. En el Censo de 2010 tenía una población de 674 habitantes y una densidad poblacional de 0,76 personas por km².

## Geografía
West Walworth se encuentra ubicado en las coordenadas 45°27′26″N 100°12′46″O / 45.45722, -100.21278. Según la Oficina del Censo de los Estados Unidos, West Walworth tiene una superficie total de 886.24 km², de la cual 809.91 km² corresponden a tierra firme y (8.61%) 76.33 km² es agua.

## Demografía
Según el censo de 2010, había 674 personas residiendo en West Walworth. La densidad de población era de 0,76 hab./km². De los 674 habitantes, West Walworth estaba compuesto por el 91.69% blancos, el 0% eran afroamericanos, el 5.93% eran amerindios, el 0% eran asiáticos, el 0% eran isleños del Pacífico, el 0.3% eran de otras razas y el 2.08% pertenecían a dos o más razas. Del total de la población el 0.3% eran hispanos o latinos de cualquier raza.